# Фундаментальна помилка атрибуції
Фундаментальна помилка атрибуції (англ. Fundamental attribution error) — психологічне поняття, що позначає схильність людини пояснювати вчинки і поведінку інших людей їх особистісними особливостями (так званою «внутрішньою диспозицією»), а власну поведінку — зовнішніми обставинами (так званою «зовнішньою диспозицією»).
Людина схильна пояснювати свої успіхи диспозиційно, а невдачі — ситуаційно, для чужих успіхів та невдач все навпаки. Так, причину чужого запізнення часто пояснюють непунктуальністю або незібраністю. Причину власного запізнення пояснюють обставинами, що склалися. Причиною блискучої здачі екзаменів однокурсником вказують «він всю ніч не спав, добре підготувався» або «йому пощастило з білетом», а причиною власного успіху вважають високі розумові здібності. 

## Історія
Термін з'явився, коли Річард Нісбетт і Нед Джонс написали статтю про відмінності між дійовою особою і спостерігачем. Нісбет схилявся до гіпотези, що люди схильні виправдовувати свою поведінку впливом обставин. Після ознайомлення із його роботою Росс додав до гіпотези важливе припущення, що люди також переоцінюють частоту типовості випадку і навішують ярлики на людину, коли цього робити не слід. В більш пізній роботі Лі Росс розвив гіпотезу до того, що схильність недооцінювати вплив обставин є фундаметальною помилкою. Фундаментальність тут позначає не те, що помилка є невиправною, а те, що люди припускаються її в найбільш основних питаннях.

## Причини
Причини фундаментальної помилки атрибуції:
- помилкова згода — уявлення про свою поведінку як про типову, а про відмінну від неї — як про ненормальну;
- нерівні можливості — ігнорування особливостей, обумовлених ролевою позицією;
- ігнорування інформаційної цінності того, що не трапилось — незроблене має також бути підставою для оцінки поведінки;
- більша довіра фактам, ніж судженням — це зумовлене механізмом «фігура — фон»;
- легкість побудови помилкових кореляцій — риси помилково з'єднуються як обов'язково супутні одна одній.